# Fandrup
Fandrup ist eine dänische Ortschaft mit 0 Einwohnern (Stand 1. Januar 2023) im westlichen Himmerland. Die Ortschaft ist seit der Kommunalreform 2007 Bestandteil der Vesthimmerlands Kommune in der Region Nordjylland. Zuvor war sie Bestandteil der Farsø Kommune im Amt Nordjütland. 
Fandrup liegt etwa zwei Kilometer westlich von Farsø.

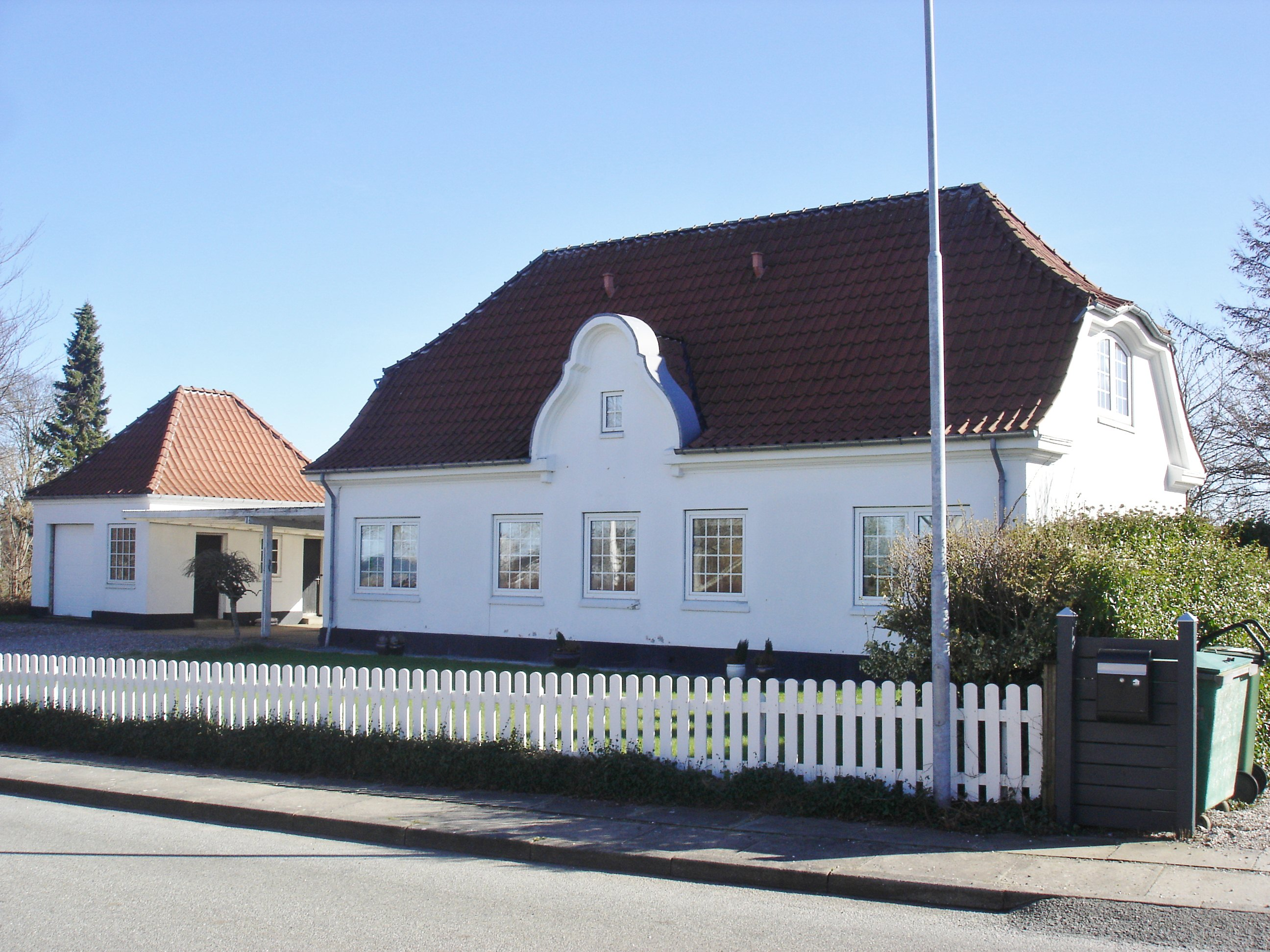
Ehemaliger Bahnhof